# 폭발적 저기압 발달

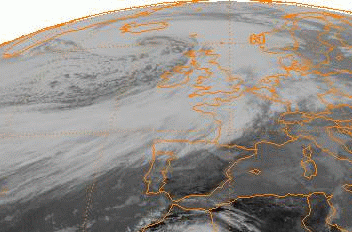
1993년 1월 브레이어 폭풍은 기록적으로 낮은 913 밀리바(헥토파스칼)까지 폭발적으로 심화되었다

폭발적 저기압 발달, 폭발적 저기압 발생, 폭발적 사이클로제네시스(explosive cyclogenesis) 또는 기상 폭탄(weather bomb), 기상학적 폭탄(meteorological bomb), 폭발적 발달(explosive development), 폭탄 저기압(bomb cyclone), 또는 봄보제네시스)는 온대 저기압의 저기압이 급격히 심화되는 현상을 말한다. 폭발적 저기압 발달로 분류되기 위해 필요한 기압 변화는 위도에 따라 달라진다. 예를 들어, 위도 60°에서는 중심 기압이 24시간 동안 24 밀리바 (0.71 inHg) 이상 감소하면 폭발적 저기압 발달이 발생한다. 이것은 주로 해양에서 겨울에 발생하는 현상이다. 하지만 대륙에서도 발생한다. 이 과정은 열대 지역의 급강화에 해당하는 온대 지역 현상이다. 사이클론 발생이 열대 저기압과 완전히 다르긴 하지만, 폭탄 저기압은 사피어-심프슨 허리케인 등급의 초기 범주와 같은 74 to 95 mph (120 to 155 km/h)의 바람을 일으키고 폭우를 동반할 수 있다. 소수의 폭탄 저기압만이 이 정도로 강해지지만, 일부 약한 폭탄 저기압도 상당한 피해를 초래할 수 있다.

## 역사
1940년대와 1950년대에 베르겐 기상 학교의 기상학자들은 육상에서는 거의 볼 수 없는 엄청난 맹렬함으로 발달하는 일부 해상 폭풍을 비공식적으로 "폭탄"이라고 부르기 시작했다.
1970년대에 "폭발적 저기압 발달" 및 "기상학적 폭탄"이라는 용어는 MIT 교수 프레드 샌더스(1950년대 토르 베르예론의 연구를 바탕으로)에 의해 사용되었으며, 그는 1980년 먼슬리 웨더 리뷰(Monthly Weather Review)에 발표된 기사에서 이 용어를 널리 사용하게 만들었다. 이 기사에서 샌더스와 그의 동료 존 자이컴은 "폭탄"을 온대 저기압이 24시간 동안 최소 (24 sin φ / sin 60°) mb 이상 심화되는 것으로 정의했는데, 여기서 φ는 위도를 나타낸다. 이는 베르예론이 표준화한 정의에 기초한 것으로, 북위 60도에서 사이클론의 폭발적 발달은 24시간 동안 24mb의 기압 강하를 의미한다. 샌더스와 자이컴은 동일한 강도 증가가 위도에 따라 달라진다는 점에 주목했다. 극지방에서는 24시간 동안 28mb의 기압 강하가 될 것이고, 위도 25도에서는 24시간 동안 12mb의 기압 강하에 불과할 것이다. 이 모든 비율은 샌더스와 자이컴이 "1 베르예론"이라고 부른 것에 해당한다. 샌더스와 자이컴의 1980년 정의는 미국 기상 학회의 기상학 용어집에 사용되었으며, "폭탄"은 "주로" "해상, 한랭 계절 현상"이라고 명시했다.
미국 해양대기청(NOAA)에 따르면, 2014년 초 북대서양에서는 허리케인급에 도달한 20개의 바람 현상 중 14개가 폭탄 저기압을 생성하는 봄보제네시스를 겪었다. NOAA는 봄보제네시스가 "중위도 사이클론이 24시간 동안 최소 24 밀리바 이상 급격히 강화될 때 발생한다"고 말했다.

## 형성
경압성은 폭발적으로 심화되는 대부분의 사이클론 발달의 주요 메커니즘 중 하나로 언급되어 왔다. 그러나 온대 저기압의 폭발적 심화에서 경압 과정과 비단열 과정의 상대적 역할은 오랫동안 논란의 대상이 되어 왔다(사례 연구 인용). 다른 요인으로는 500헥토파스칼 골과 두께 패턴의 상대적 위치, 지상 저기압의 상류와 하류 모두에서 발생하는 깊은 대류권 전선 형성 과정, 해양-대기 상호작용의 영향, 그리고 잠열 방출이 있다.

### 지역 및 이동

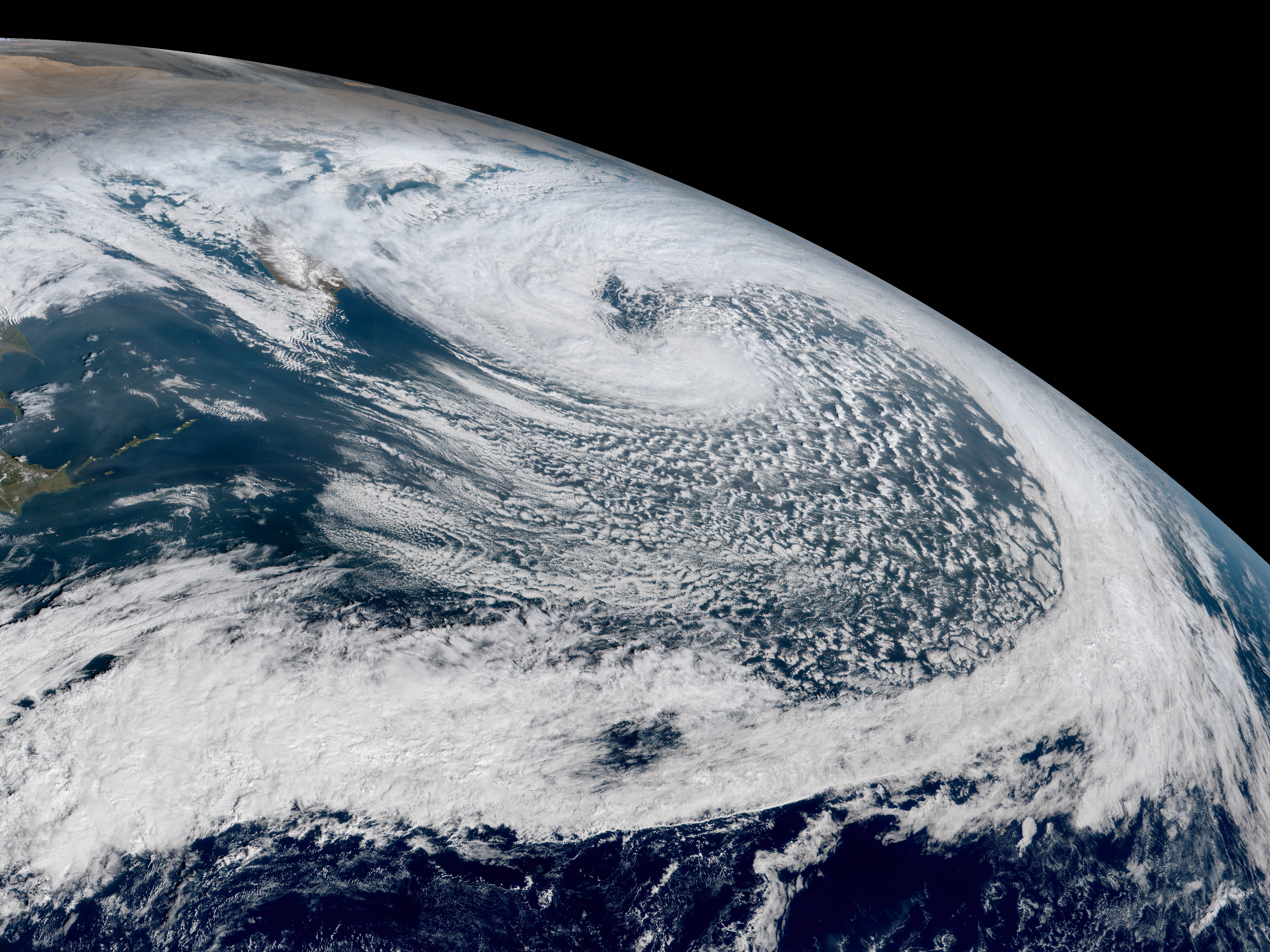
강력한 열대 저기압의 잔해를 흡수하는 것이 폭발적 저기압 발달을 유발할 수 있다

온대성 폭발적 저기압 발달이 발생하는 세계에서 가장 활동적인 네 지역은 북서 태평양, 북대서양, 남서 태평양, 그리고 남대서양이다.
북반구에서는 폭발적으로 심화되는 사이클론의 최대 빈도가 대서양 멕시코 만류 내 또는 북쪽, 서태평양의 쿠로시오 해류 내 또는 북쪽, 그리고 동태평양에서 발견된다. 남반구에서는 동오스트레일리아 해류 위의 오스트레일리아 동해안 저기압에서 발견되는데, 이는 온대 저기압의 시작과 급격한 발달에 해양-대기 상호작용의 중요성을 보여준다.
남위 50° 이남의 폭발적으로 심화되는 사이클론은 대부분의 북반구 폭탄 저기압의 극쪽 이동과는 대조적으로 종종 적도쪽으로 이동하는 경향을 보인다. 연평균 북반구에서는 45개, 남반구에서는 26개의 사이클론이 폭발적으로 발달하며, 대부분 해당 반구의 겨울철에 발생한다. 남반구의 폭탄 저기압 발생에서는 계절성이 덜 두드러진다.

## 기상 폭탄의 다른 용법
"기상 폭탄"이라는 용어는 뉴질랜드에서 극적이거나 파괴적인 기상 현상을 설명하기 위해 일반적으로 사용된다. 뉴질랜드 주변에서는 저기압 지역의 급격한 심화가 드물기 때문에, 이 현상이 실제 폭발적 저기압 발달인 경우는 거의 없다. 이러한 "폭탄"의 사용은 엄격하게 정의된 기상학적 용어와 혼동을 일으킬 수 있다. 일본에서는 "폭탄 저기압"(bomb cyclone (爆弾低気圧, bakudan teikiatsu))이라는 용어가 학술적으로나 일반적으로 기상학적 "폭탄" 조건을 충족하는 온대 저기압을 지칭하는 데 사용된다.
"폭탄"이라는 용어는 다소 논란의 여지가 있을 수 있다. 유럽 연구자들이 다소 전쟁적인 용어라고 항의하자, 기상학적 용어를 도입한 논문의 공동 저자인 프레드 샌더스는 "그럼 왜 '전선'이라는 용어를 쓰나요?"라고 재치 있게 답했다.

## 같이 보기
- 사이클론 발생, 온대 저기압
- 온대 저기압, 형성
- 북대서양의 주목할 만한 비열대성 기압
- 슈퍼폭풍